# Fulgham Ridge
Il Fulgham Ridge è una sottile cresta montuosa antartica, libera dal ghiaccio e lunga 7 km, che forma il fianco sudorientale del Ghiacciaio Bowin, nei Monti della Regina Maud, in Antartide.
La denominazione è stata assegnata dall'Advisory Committee on Antarctic Names (US-ACAN) in onore del nostromo Donald R. Fulgham (1940-2000), della U.S. Navy Antarctic Support Activity, che partecipò all'Operazione Deep Freeze del 1964.